# جمعية التضامن
جمعية التضامن الاجتماعي (تاس) هي منظمة غير حكومية وغير ربحية وغير سياسية مقرها في مدينة بوصاصو شمال شرق الصومال،االمنظمة مسجلة في ولاية بونتلاند وتتعاون بشكل وثيق مع الوزارات التنفيذية لتقديم خدمات شاملة للمجتمعات.

## خلفية تاريخية
تأسست مؤسسة التضامن عام 1992 على يد مفكرين صوماليين من بينهم رئيس حكومة بونتلاند سعيد عبد الله دني استشعروا حاجة المنطقة لمنظمات أهلية، وذلك بعد انهيار الحكومة المركزية، وبدأت الجمعية أنشطتها في مدينة بوصاصو بإنشاء المدارس، وتوسعت فيما بعد لتشمل المدن الرئيسية في ولاية بونتلاند، وتملك المنظمة حاليا فروعا في كل من جروي وجالكعيو والعاصمة الصومالية مقديشو. 
شهدت الجمعية انتشارا تدريجيا لتصل مدارسها إلى كل أنحاء بونتلاند، وتخرج سنويا أعدادًا من الطلبة في المرحلتين الابتدائية والثانوية.

## الإدارة
يشغل عبد الرحمن عبد الرزاق عبد الرحمن منصب الرئيس التنفيذي للجمعية منذ عام 2016.

## البرامج

### التعليم
تركز جمعية التضامن على المشاريع التي تهتم بالتعليم حيث تدير عددا من المدارس والروضات في مختلف أنحاء الصومال.

### برامج أخرى
تشمل أنشطة المنظمة كذلك المياه والصرف الصحي والنظافة وحماية الطفل والإغاثة.

## روابط خارجية
- الموقع الرسمي